# 31244 Guidomonzino
31244 Guidomonzino è un asteroide della fascia principale. Scoperto nel 1998, presenta un'orbita caratterizzata da un semiasse maggiore pari a 3,2121207 au e da un'eccentricità di 0,1453143, inclinata di 3,33235° rispetto all'eclittica.
L'asteroide è dedicato all'esploratore Guido Monzino.